# Anogeissus leiocarpa
Anogeissus leiocarpa är en tvåhjärtbladig växtart som först beskrevs av Dc., och fick sitt nu gällande namn av Jean Baptiste Antoine Guillemin och Perr.. Anogeissus leiocarpa ingår i släktet Anogeissus och familjen Combretaceae. Inga underarter finns listade i Catalogue of Life.

## Bildgalleri

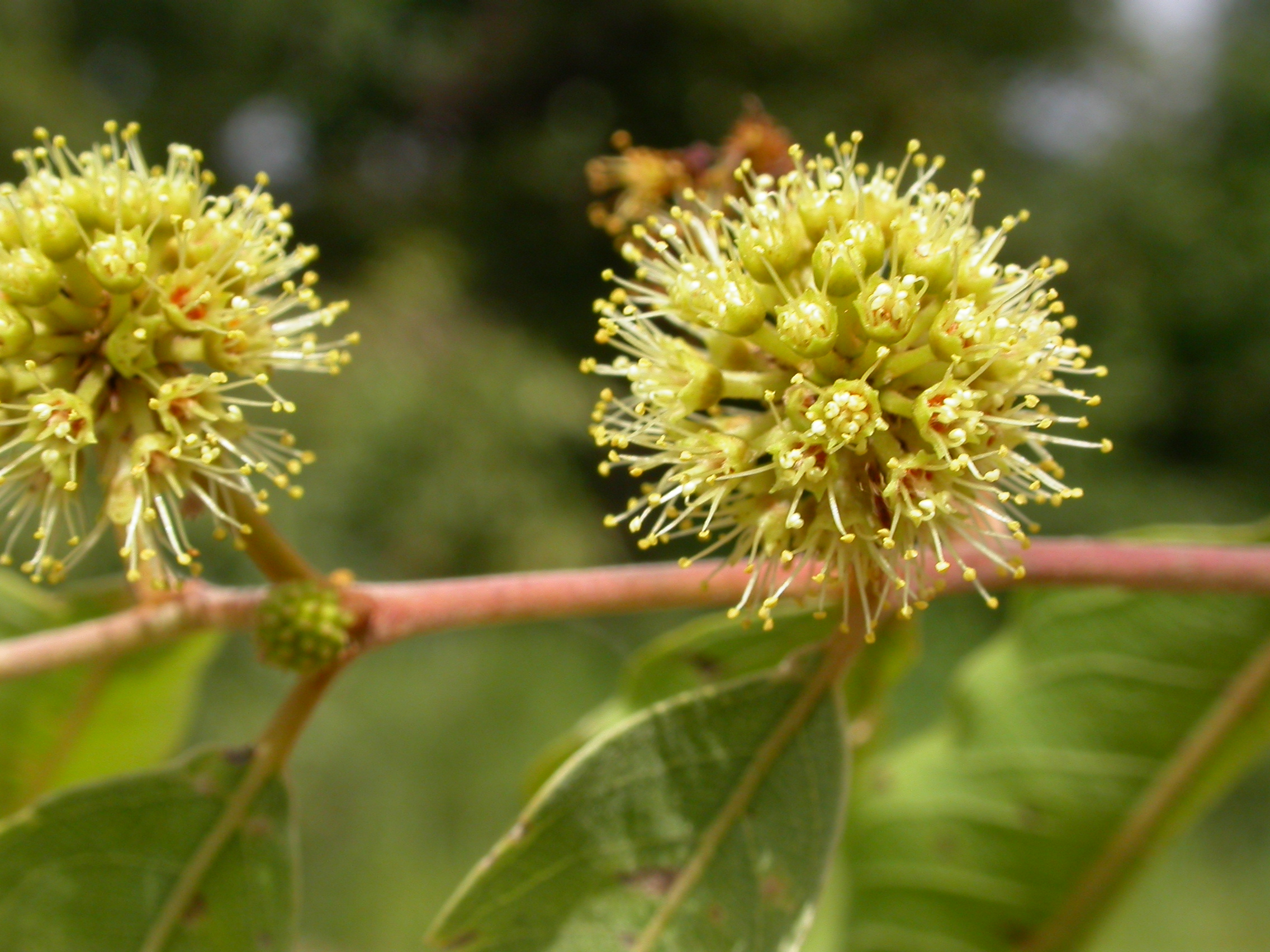